# Búnquer d'Abella de la Conca I
El Búnquer d'Abella de la Conca I és una obra d'Abella de la Conca (Pallars Jussà) inclosa a l'Inventari del Patrimoni Arquitectònic de Catalunya.

## Descripció
Construcció defensiva, feta amb formigó armat. És de planta circular, amb un sol espai interior, l'accés al qual es troba actualment tapiat. Conserva una sola espitllera, en horitzontal.

## Història
Informació proporcionada pels Agents Rurals: Fitxa model F30 núm. 1746 (Abril 2013)
Construït durant el temps que va estar en actiu el Frot de Pallars (Abril - Desembre 1938).